# Миролюбівська сільська рада (Піщанський район)
| Миролюбівська сільська рада — сільська рада у складі Піщанського району Вінницької області з адміністративним центром у с. Миролюбівка. Сільській раді підпорядковані населені пункти: - с. Миролюбівка |

## Склад ради
Рада складається з 16 депутатів та голови.

## Керівний склад сільської ради
| ПІБ                              | Основні відомості                                                                                    | Дата обрання | Дата звільнення |
| -------------------------------- | --- | ------------ | --------------- |
| Гальчинський Анатолій Васильович | Сільський голова, 1949 року народження, освіта, член Комуністичної партії України                    | 26.03.2006   | 31.10.2010      |
| Гальчинський Анатолій Васильович | Сільський голова, 1949 року народження, освіта середня спеціальна, член Комуністичної партії України | 31.10.2010   |                 |

Примітка: таблиця складена за даними джерела